# Trío para piano n.º 3 (Schumann)

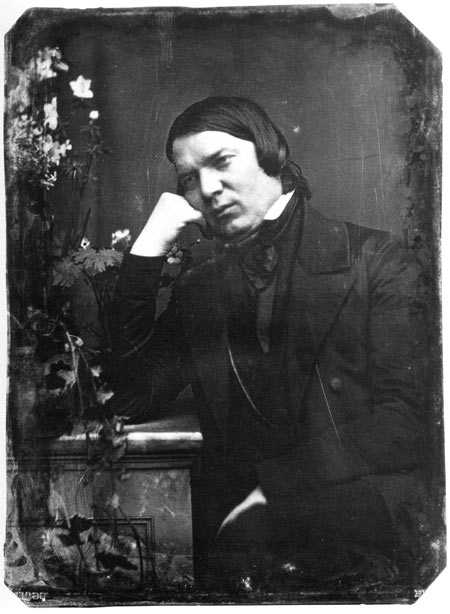
Robert Schumann en 1850.

El Trío para piano n.º 3 en sol menor, Op. 110 es una pieza camerística para violín, violonchelo y piano compuesta por Robert Schumann en 1851. La obra está dedicada a Niels Gade.

## Historia
La pieza fue creada en Düsseldorf, donde se ensayó por primera vez a mediados de noviembre de 1851. Se estrenó públicamente el 21 de marzo de 1852  en Leipzig con Clara Schumann al piano, Ferdinand David al violín y Andreas Grabau al violonchelo. A pesar de su bella construcción, es el menos tocado de los tres tríos para piano. En el Carnegie Hall de Nueva York no se estrenó hasta 1958, con el Trio di Bolzano.
El año 1851 fue muy ajetreado para Schumann en el terreno profesional. Tuvo lugar el estreno de la Sinfonía Renana y llevó a cabo una revisión sustancial de su Sinfonía  n.º 4 en re menor de 1841. Ese mismo año escribió el Trío para piano n.º 3, las Sonatas para violín n.º 1 y n.º 2, varias canciones y obras corales, entre ellas el oratorio Der Rose Pilgerfahrt. Además compuso las oberturas de concierto Julius Caesar basada en la obra teatral homónima de Shakespeare y Hermann und Dorothea sobre la novela de Goethe.
Robert escribió un total de tres tríos para violín, violonchelo y piano. El Trío n.º 1 en re menor Op. 63 y el Trío n.º 2 en fa mayor Op. 80 ambos son de 1847; el último es el Trío n.º 3 en sol menor Op. 110 de 1851. El primero de ellos, en re menor, suele ser estimado como el mejor de los tres. La calidad compositiva del segundo trío en fa mayor se considera a menudo inferior al resto. Por su parte, el tercer trío en sol menor muestra ya algunos signos de la decadencia creativa que acompañó al compositor durante su enfermedad mental. Schumann, a pesar de la intimidad de su música de cámara, favorece la armonía intrincada y los rasgos virtuosísticos al igual que en su música para piano solo. En sus tríos para teclado, el piano suele ser el protagonista.

## Estructura y análisis
La obra consta de cuatro movimientos:
- I. Bewegt, doch nicht zu rasch, en sol menor 6
8
- II. Ziemlich langsam, en mi bemol mayor 12
8
- III. Rasch, en do menor 2
4
- IV. Kräftig, mit Humor, en sol mayor 4
4

### I.Bewegt, doch nicht zu rasch
El primer movimiento lleva la indicación Bewegt, doch nicht zu rasch que significa "Agitado, pero no demasiado rápido". Está escrito en la tonalidad de sol menor, en compás de 6/8 y con un tempo metronómico de 63 negras con puntillo al minuto. Su estructura sigue la forma sonata, que se abre con un tema oscuro e inquieto de temperamento romántico interpretado primero por el violín, pero rápidamente retomado por el violonchelo. La música está aquí llena de pasión y misterio, Schumann logra una profunda profundidad expresiva. Se presenta un segundo tema más dulce y a continuación se repite la exposición. Tras un desarrollo tormentoso e imaginativo, los temas vuelven a sonar y el movimiento concluye en silencio.

### II.Ziemlich langsam
En el segundo movimiento figura la indicación Ziemlich langsam que significa "Más bien despacio". Está escrito en mi bemol mayor, compás de 12/8 y tempo de 116 corcheas al minuto. Presenta un hermoso y apasionado tema interpretado por las cuerdas frotadas y una turbulenta sección central que deja la impresión de que su violenta música es una intrusión en la serena belleza de las secciones exteriores.

### III.Rasch
El tercer movimiento, titulado Rasch que es "Rápido", está escrito en do menor, en compás de 2/4 y tempo de 138 negras al minuto. Se trata de un scherzo con dos tíos, con la indicación Etwas zurückhaltend bis zm langsameren Tempo (Algo comedido a un tempo más lento). Tras el scherzo llega el primer trío, en do mayor con un tema ascendente de cromático, y un segundo trío en la bemol mayor que tiene un carácter más marcadamente rítmico y diatónico. Su interpretación dura unos cuatro minutos, siendo el más breve de los cuatro movimientos. Su tema principal, que es ansioso y descendente, se alterna con una melodía dulcemente lírica, y más tarde con su variante alegre, ambas perfectas para su oscuro hermano.

### IV.Kräftig, mit Humor
El cuarto y último movimiento se titula Kräftig, mit Humor que es "Enérgico, con humor". Está escrito en sol mayor, en compás de 4/4 y tempo de 104 negras al minuto. El humor al que hace referencia el título se percibe en este caso más como diversión y encanto. El tema principal es efervescente en su atractivo folclórico y sus contagiosos descensos, grácil y brillante en su jovial atmósfera. El desarrollo temático que viene después está hábilmente concebido, al igual que el material alternativo. Este trío suele durar algo menos de media hora. Hay un episodio destacado en este rondó que cita el trío en do mayor del scherzo, pero ahora suena en re mayor.

## Discografía selecta
- 2009 – Schumann: Tríos para piano. Israel Piano Trio (CRD 2413).
- 2010 – Schumann: Tríos para piano n.º 1 Op. 63 & n.º 3 Op. 110. Benvenue Fortepiano Trio (Avie AV 2210).